# Předseda vlády Estonska
Hlava ministrů Estonské republiky (estonsky: Eesti Vabariigi peaminister) je hlavou vlády a nejvyšší exekutivní funkcí Estonska. Jde o nejsilnější figuru estonského politického systému. Je jmenován prezidentem po konzultacích s politickými stranami, kandidáta na premiéra jmenuje prezident do 14 dnů od demise vlády. Nicméně parlament může nominaci prezidenta odmítnout a vybrat si vlastního kandidáta. Role prezidenta při výběru premiéra je tak minimální - byť může rozpustit parlament, pokud mu není předložen návrh na novou vládu do 14 dnů od převedení práva jmenovat premiéra na parlament. Předseda vlády nesmí stát v čele žádného konkrétního ministerstva. Automaticky ztrácí svou funkci, je-li odsouzen estonským soudem. V případě jeho demise odstupuje celá vláda. Na rozdíl od svých protějšků v jiných parlamentních systémech je estonský premiér nejvyšším představitelem výkonné moci nejen de facto, ale i de iure. Ve většině ostatních parlamentních republik je prezident alespoň nominálním šéfem exekutivy. Estonský premiér je tak silnější vůči prezidentovi než v jiných systémech, ale zase čelí ústavně silnější roli parlamentu. Funkce předsedy vlády má v estonských politických dějinách poměrně složitou historii, neboť ač po zisku nezávislosti v roce 1918 Estonsko zřídilo premiérskou funkci v klasické formě, ústava z roku 1920 zavedla funkci tzv. staršiny, která byla někde na pomezí funkce premiérské a prezidentské. V současné podobě existuje funkce předsedy vlády od roku 1992.